# 本质
在哲学中，本质（英語：Essence）是一种或一组永遠不變的属性，它们使一个实体或物质成为它的根本所在，并且它必然存在，如果没有它，它就失去了它的身份。本质与偶然性形成对比：偶然性即实体或物质偶然存在的性质，没有这种性质，物质仍然可以保留其身份。这个概念严格地源于亚里士多德（尽管它也可以在柏拉图中找到），他们使用希腊语to ti ên einai（字面意思是“其曾是的事物”）表達，它也對應於学术术语“quiddity”；或者有时候用短语（τὸ τί ἐστι，字面意思是“其所是的事物”来表达，它并且对应于学术术语“haecceity”。这句话为其拉丁语译者提出了这样的困难，他们创造了essentia（英语“本质”）这个词来代表整个表达。对于亚里士多德及其学者的追随者来说，本质的概念与定义的概念密切相关（ὁρισμός, horismos）。
在西方思想的历史中，本质常常作为学说的载体，倾向于个体化不同的存在形式以及物体和性质的不同身份条件;在这个逻辑意义上，这个概念为整个基于莱布尼兹建立的“可能的世界”类比的逻辑理论家族提供了强大的理论和常识基础，并在鲁道夫·卡尔纳普到索尔·阿伦·克里普克的内涵逻辑中得到了发展。受到奎因等“伸张派”哲学家的挑战。

## 本体论地位
柏拉图认为，具体存在通过它们与“形式”的关系获得它们的本质 - 抽象普遍性在逻辑上或本体论上与感知感知的对象分开。 这些形式经常被提出作为合理的事物是“复制”的模型或范例。 在这个意义上使用时，单词形式通常是大写的。 敏感的身体是不断变化和不完美的，因此，柏拉图的估算，不如永恒，不变和完整的形式真实。 柏拉图给出的形式的典型例子是大，小，平等，统一，善良，美丽和正义。
亚里士多德将柏拉图的形式移动到个体的核心，称为ousia或物质。 精华是事物的本质，对于e enin。 Essence对应于ousia的定义; 本质是ousia的真实和物理方面（亚里士多德，形而上学，I）。
根据名义主义者（贡比涅的罗斯宾，奥克汉姆的威廉，沙特尔的伯纳德），普遍性不是具体的实体，只是声音的声音;只有个人：“nam cum habeat eorum sententia nihil esse praeter individuum [...]”（Roscelin，De gener.et spec。，524）。普遍性是可以称呼几个人的词;例如“homo”这个词。因此，通用被简化为声音的发射（Roscelin，De generibus et speciebus）。
约翰·洛克区分了“真正的本质”和“名义本质”。真正的本质是使事物成为事物的事物，而名义本质是我们对物体成为事物的概念。
根据埃德蒙德·胡塞爾的本质是理想的。然而，理想意味着本质是一种有意识的意识对象。本质被解释为有意义（胡塞爾，与纯现象学和现象学哲学相关的思想，第3和第4段）。

## 存在主义
存在主义是由让-保罗·萨特支持马丁·海德格尔对人类“存在先于本质”的说法所创造的。 尽管“本质”是所有形而上学哲学和理性主义的基石，但萨特的陈述是对他面前的哲学体系的否定（特别是胡塞尔，黑格尔和海德格尔的哲学体系）。 他认为存在和现实是第一位的，而不是“现实”产生“现实性”，而后者则是本质。 对于克尔凯郭尔来说，个人是至高无上的道德实体，而人类生活的个人主观方面是最重要的; 此外，对于克尔凯郭尔而言，所有这些都具有宗教含义。

## 形而上学
形而上学中的“本质”通常与灵魂同义，一些存在主义者认为，个体在存在之后获得灵魂和精神，在他们的一生中发展他们的灵魂和精神。然而，对于克尔凯郭尔来说，重点在于本质是“自然”。对他来说，没有“人性”这样的东西可以决定人类的行为方式或人类的行为方式。首先，他或她存在，然后来到财产。萨特更具有唯物主义和持怀疑态度的存在主义通过断然反驳任何形而上学的本质，任何灵魂，并反而认为只存在存在，以属性为本质，进一步推动了这种存在主义的信条。
因此，在存在主义话语中，本质可以指物理方面或属性，指人的持续存在（人物或内部决定的目标），或人类内部的无限入境（可能会丢失，可能萎缩，或可能是根据存在主义话语的类型，发展成与有限的相等的部分。

## 宗教哲學

### 佛教哲學
近代學者認為，佛教哲學中討論“本质”時引入缘起性空的概念，這是佛教区别于一切宗教或哲学的世界观。為人所見的世间万物都是由因缘和合而成，所以有生住異滅的現象可見，人们因特定条件下的功用（因缘）来确定诸法的生或灭，任何可見的事物（诸法）都随着变化而生灭，因此世間萬物没有所谓的“绝对本质”（自性）。